# Túnez en los Juegos Olímpicos de Tokio 1964
Túnez estuvo representado en los Juegos Olímpicos de Tokio 1964 por nueve deportistas masculinos que compitieron en tres deportes.

## Medallistas
El equipo olímpico tunecino obtuvo las siguientes medallas:
| Nombre         | Deporte   | Competición |
| -------------- | --------- | ----------- |
| Oro            |           |             |
| —              |           |             |
| Plata          |           |             |
| Mohamed Gamudi | Atletismo | 10 000 m M  |
| Bronce         |           |             |
| Habib Galhia   | Boxeo     | 63,5 kg M   |